# 木俣守彝
木俣 守彝（きまた もりつね）は、江戸時代近江彦根藩執権職。木俣清左衛門家の第10代当主。

## 家系
木俣清左衛門家は、徳川家康の家臣で井伊直政に与力として付けられ、後に、彦根藩井伊家の筆頭家老となった木俣守勝に始まる家。楠木正成の孫正勝の末裔を称す。姓は橘氏。家紋は三つ盛鱗。
代々の当主は、「土佐」「清左衛門」を通称とし筆頭家老を務めた。特に、3代守明、5代守盈、10代守彝は執権職（幕政では大老に相当）に就いている。
知行高は初代守勝が4000石。2代守安が5000石。3代守明が8000石。4代守長守長が9000石。5代守盈が1万石となった。
12代畏三が、明治33年（1900年）に男爵に叙されている。

## 生涯
文政12年（1829年）5月25日、彦根藩筆頭家老木俣守易の子として生まれる。弘化2年（1845年）9月、部屋住みながら家老となり、藩主直亮に仕えた。
嘉永4年（1851年）、父守易が、藩主直弼に処罰され隠居を命じられたため、家督を相続して筆頭家老となり直弼を補佐し、幕府より命じられていた相州警衛の指揮を執った。
安政7年（1860年）3月に藩主直弼が桜田門外の変で横死した後も、水戸藩への報復を主張する藩士を抑え、長野主膳や宇津木景福と協力して若年の藩主直憲を補佐して藩の存続を図った。
万延元年（1860年）7月、執権職となるが、文久2年（1862年）に尊皇攘夷論者で直弼より藩政から遠ざけられていた岡本半介が藩主直憲の信を得て藩政を掌握すると、処罰されて8月に隠居を命じられ家督を弟繁之進（守盟）に譲る。
文久3年（1863年）3月、「不埒につき」永蟄居を命じられた。明治19年（1886年）2月9日死去。享年58。

## 人物
父の守易が藩主直亮の意を受けて、部屋住み時代の直弼を冷遇したのに対して、直弼を庇った。